# Cámara de Amparo y Antejuicio de la Corte Suprema de Justicia de Guatemala
La Cámara de Amparo y Antejuicio de la Corte Suprema de Justicia es una de las tres cámaras que conforman la Corte Suprema de Justicia de Guatemala y es el máximo tribunal u órgano colegiado de justicia ordinaria organizada para conocer los asuntos que le competen de conformidad con esta materia, es decir, en la siguiente acciones constitucionales:
1. Amparos presentados contra aquellos actos que vulneran los derechos humanos; debiendo recordar que el amparo tiene el carácter preventivo de una violación; o restaurador si el mismo ya se hubiere efectuado.
2. Exhibición Personal, a efecto de resguardar la libertad e integridad física de la persona.
3. Antejuicios presentados de acuerdo a la competencia asignada en la Ley en Materia de Antejuicio.

## Organización
A octubre de 2019 esta sala se conforma, de forma interina, por 4 magistrados; 3 magistrados titulares y 1 suplente que actúa como titular:
1. Presidente Sergio Amadeo Pineda Castañeda (Vocal VI).
2. Vocal II, Nery Osvaldo Medina Méndez.
3. Vocal III, Vitalina Orellana y Orellana.
4. Magistrado suplente.

## Fundamento legal
El fundamento de la creación de las Cámaras, y en concreto de la Cámara de Amparo y Antejuicio, se encuentra regulado en el artículo 76 de la Ley del Organismo Judicial.

## Competencia
La Corte Suprema de Justicia tiene la competencia de conocer los amparos en contra de las instituciones establecidas en el artículo 12 de la Ley de Amparo, Exhibición Personal y de Constitucionalidad. Sin embargo, el Auto Acordado 1-2013 de la Corte de Constitucionalidad establece que la Cámara conoce los amparos interpuestos en contra de:
1. Las Salas de la Corte de Apelaciones y Cortes Marciales.
2. Tribunales de Segunda Instancia de Cuentas y de lo Contencioso-Administrativo.
3. Demás tribunales que se conformen con magistrados de igual categoría de los que integran las Salas de la Corte de Apelaciones.